# Операція «Щит і стріла»
Операція «Щит і стріла» — антитерористична операція Армії оборони Ізраїлю (ЦАГАЛЬ) у Секторі Гази, що проводилася з 9 по 13 травня 2023 року.

## Передумови
2 травня 2023 року, приблизно за тиждень до початку операції, в ізраїльській в'язниці після тривалого голодування помер ув'язнений службою безпеки Хадер Аднан, який був високопосадовцем Палестинського ісламського джихаду. Пізніше того ж дня терористи з палестинської організації «Ісламський джихад» випустили 102 ракети по населених пунктах навколо Гази та південних поселень Ізраїлю.

## Хід операції
Операція розпочалася з серії авіаударів у секторі Гази по об'єктах, що належать «Ісламському джихаду». За 5 днів операція час Армія Ізраїлю за власними даними атакувала 422 об'єкти «Ісламського джихаду» в секторі Гази. Було знищено шість високопоставлених командирів «Бригад Аль-Кудса».
Згідно зі статистикою ЦАХАЛу, 10—13 травня із сектора Гази по території Ізраїлю випустили 1469 ракет. З них 1139 перелетіли через кордон, 39 упали в море, 291 упала на території Гази (близько 20 %). 437 ракет перехоплено системою ПРО «Залізний купол», дві ракети (летіли на Тель-Авів та Єрусалим) — ПРО «Праща Давида».
13 травня о 22:00 Ізраїль та палестинська сторона за посередництва Єгипту домовилися про припинення вогню за умовою «тиша у відповідь на тишу». Але вже о 22:08 Ісламський Джихад запустив 5 ракет по Округу Гази.